# Шахова олімпіада 1962
15 шахова Олімпіада тривала з 16 вересня по 10 жовтня 1962 року в болгарському місті Варна.
Конгрес ФІДЕ у Лейпцигу (1960 р.) доручив провести чергову XV Олімпіаду Шаховій Федерації Болгарії. Громадськість країни це повідомлення зустріла з великим задоволенням. 
Шахова федерація країни за сприяння держави, громадських і культурних організацій розгорнула серйозну підготовчу роботу до XV Олімпіади. Біля самого моря виросло шахове містечко з усіма необхідними службами. «Храм Каїсси» — так назвали болгарські архітектори палац, побудований спеціально для цих змагань.
В оргкомітет XV Олімпіади надійшли заявки від 42 країн. Це було більше, ніж на попередній, XIV Олімпіаді. Правда, пізніше від участі відмовилися федерації Лівану, Чилі і Колумбії. В жеребкуванні брало участь 39 країн, але в останній момент не змогли прибути шахісти Індонезії та Еквадору, включені у другий півфінал. 

## Склади команд
За складом учасників XV Олімпіада була найбільш представницька. Серед учасників — чемпіон світу М. Ботвинник, екс-чемпіони світу М. Ейве і М. Таль, претендент на звання чемпіона світу Т. Петросян, популярний С. Глігорич, нев'янучий М. Найдорф, надія американських шахів Р. Фішер (ветеран С. Решевський знову не приїхав на Олімпіаду) та ще 24 гросмейстери і 41 міжнародний майстер, які 
дістали визнання в багатьох великих турнірах. Вперше на Олімпіаду прислали своїх представників федерації Туреччини і Кіпру.

## Відкриття
Урочисте відкриття XV Олімпіади відбулося 15 вересня в літньому театрі «Золоті піски». Після вітальних виступів на п'яти мовах звучали слова олімпійської клятви. Представник ФІДЕ Г. Голомбек (Англія) оголосив XV Олімпіаду відкритою.

## Регламент
В переддень відкриття відбулася технічна нарада капітанів команд. За традицією на нараді спеціальна комісія склала списки, поділивши команди на чотири півфінальні групи. Команди, що посядуть три перші місця в групах, складуть фінал А. У фінал В ввійдуть команди, які посядуть 4—6-е місця у півфіналах, решта команд у фіналі С за швейцарською системою виборюватимуть місця з 25-го по 37-е. Тут же на нараді представник ФІДЕ оголосив рішення останнього конгресу ФІДЕ (Стокгольм, 1962), зміст якого був таким: з метою зменшення кількості безбарвних «гросмейстерських» нічиїх учасникам заборонялося погоджуватися на нічию до 30-го ходу без дозволу головного арбітра. В іншому випадку їм загрожувала обопільна поразка. До 30-го ходу нічиї визнавалися лише у випадку пата, вічного шаха або вимушеного триразового повторення позиції. Рішення ФІДЕ значно ускладнило роботу головного судді турніру С. Флора (СРСР) і було скептично сприйняте учасниками. Нововведення не принесло турнірній боротьбі практичної користі. Це не зовсім вдале нововведення було відхилене життям і мало силу лише на XV Олімпіаді.

## Півфінали
16 вересня відбувся 1-й тур півфіналів. 

### Група А
У першому півфіналі фаворитом вважалася збірна СРСР (Ботвинник, Петросян, Спасський, Керес, Геллер, Таль). І справді, здобувши перемоги в усіх матчах, команда СРСР посіла перше місце з великою перевагою. Без особливих зусиль у фінал потрапили і два інших фаворити групи — команди ФРН і НДР.
- Очки — сума набраних очок усіма шахістами (1 за перемогу шахіста, ½ за нічию, 0 — за поразку);
- КО — неофіційні командні очки (КПер — перемога команди, КНіч — нічия, КПор —поразка), набрані всією командою (2 за перемогу команди, 1 — нічия, 0 — поразка).

| Місце | Команда   | 1 | 2  | 3  | 4  | 5  | 6  | 7  | 8  | 9  | Очки | КО | КПер | КНіч | КПор |
| ----- | --------- | - | -- | -- | -- | -- | -- | -- | -- | -- | ---- | -- | ---- | ---- | ---- |
| 1     | СРСР      | × | 3  | 3½ | 3  | 3  | 4  | 3  | 4  | 4  | 27½  | 16 | 8    | 0    | 0    |
| 2     | НДР       | 1 | ×  | 2  | 2½ | 2½ | 2½ | 3½ | 3½ | 4  | 21½  | 13 | 6    | 1    | 1    |
| 3     | ФРН       | ½ | 2  | ×  | 2½ | 3  | 2½ | 2½ | 4  | 4  | 21   | 13 | 6    | 1    | 1    |
| 4     | Швеція    | 1 | 1½ | 1½ | ×  | 2  | 3  | 3  | 2½ | 2½ | 17   | 9  | 4    | 1    | 3    |
| 5     | Бельгія   | 1 | 1½ | 1  | 2  | ×  | 2½ | 2  | 2½ | 3½ | 16   | 8  | 3    | 2    | 3    |
| 6     | Іспанія   | 0 | 1½ | 1½ | 1  | 1½ | ×  | 2½ | 4  | 4  | 16   | 6  | 3    | 0    | 5    |
| 7     | Норвегія  | 1 | ½  | 1½ | 1  | 2  | 1½ | ×  | 3  | 2½ | 13   | 5  | 2    | 1    | 5    |
| 8     | Туреччина | 0 | ½  | 0  | 1½ | 1½ | 0  | 1  | ×  | 3  | 7½   | 2  | 1    | 0    | 7    |
| 9     | Греція    | 0 | 0  | 0  | 1½ | ½  | 0  | 1½ | 1  | ×  | 4½   | 0  | 0    | 0    | 8    |

### Група В
За подібним до першої групи сценарієм розвивалися події і в другому півфіналі. Команди США, Болгарії і Румунії задовго до закінчення турніру забезпечили собі місця в головному фіналі.
В румунській команді увагу глядачів привернув своєю грою 18-річний дебютант Георгіу — 6 з 7 (на 3-й шахівниці).
| Місце | Команда     | 1  | 2 | 3  | 4  | 5  | 6  | 7  | 8  | Очки | КО | КПер | КНіч | КПор |
| ----- | ----------- | -- | - | -- | -- | -- | -- | -- | -- | ---- | -- | ---- | ---- | ---- |
| 1     | США         | ×  | 2 | 2½ | 3½ | 4  | 4  | 4  | 4  | 24   | 13 | 6    | 1    | 0    |
| 2     | Болгарія    | 2  | × | 2  | 3½ | 3½ | 3  | 3  | 3  | 20   | 12 | 5    | 2    | 0    |
| 3     | Румунія     | 1½ | 2 | ×  | 2  | 3½ | 4  | 3½ | 3½ | 20   | 10 | 4    | 2    | 1    |
| 4     | Ізраїль     | ½  | ½ | 2  | ×  | 3  | 1½ | 2½ | 3  | 13   | 7  | 3    | 1    | 3    |
| 5     | Монголія    | 0  | ½ | ½  | 1  | ×  | 3  | 3½ | 2½ | 11   | 6  | 3    | 0    | 4    |
| 6     | Швейцарія   | 0  | 1 | 0  | 2½ | 1  | ×  | 3  | 2½ | 10   | 6  | 3    | 0    | 4    |
| 7     | Пуерто-Рико | 0  | 1 | ½  | 1½ | ½  | 1  | ×  | 3  | 7½   | 2  | 1    | 0    | 6    |
| 8     | Туніс       | 0  | 1 | ½  | 1  | 1½ | 1½ | 1  | ×  | 6½   | 0  | 0    | 0    | 7    |

### Група С
Найбільш гостро і драматично проходила боротьба у третьому півфіналі. Досить спокійно місце у фіналі завоювала лише югославська команда. За дві інші путівки точилася напружена й нервова боротьба між командами Чехословаччини, Голландії і Польщі. Спочатку успіх був на боці поляків. Після двох мінімальних поразок від югославів і чехів вони здобули три перемоги поспіль з максимальним рахунком і після 5 турів лідирували разом з югославами. На очко від них відставали голландці, які в 2-му турі програли фінам. Чехи після двох поразок від команд Югославії (4-й тур) та Ісландії (5-й тур) посідали четверте місце. В переддень 6-го туру голландська команда дістала серйозне підкріплення в особі екс-чемпіона світу Ейве. Він прибув на турнір у найпотрібніший момент — вирішальний матч з поляками. В день його приїзду на Олімпіаді голландці зіграли з великим піднесенням і здобули переконливу перемогу — 4:0. Поліпшили своє становище і чехи, які з таким самим рахунком обіграли команду Люксембургу. Перед останнім туром команди розташувалися так: 
- 1) Югославія — 23,5;
- 2-3) Голландія — 23;
- 2-3) Чехословаччина — 23;
- 4) Польща — 21,5;

В заключному турі багато вирішували матчі Голландія — Чехословаччина і Польща — Франція. Перший матч пройшов дуже спокійно і закінчився нічиєю на всіх шахівницях. Ця нічия забезпечила голландцям місце у фіналі. Доля чеської команди була у руках французьких шахістів. Польській команді потрібна була перемога тільки з рахунком 4:0. Поляки грали вдало і невдовзі виграли 3 : 0. Догравалася лише партія Берграссер — Дода. Напруження в матчі досягло апогею. Ця партія тривала до 82-го ходу. Всі зусилля польського майстра подолати опір француза успіху не принесли, і на превеликий жаль польської команди партія закінчилася внічию. Зате полегшено зітхнули чехи: ця нічия дала можливість їм уникнути долі угорської збірної на XIII Олімпіаді, коли та вперше в історії олімпіад залишилася за бортом головного фіналу.
| Місце | Команда        | 1  | 2  | 3  | 4  | 5  | 6  | 7  | 8  | 9  | 10 | Очки | КО | КПер | КНіч | КПор |
| ----- | -------------- | -- | -- | -- | -- | -- | -- | -- | -- | -- | -- | ---- | -- | ---- | ---- | ---- |
| 1     | Югославія      | ×  | 2  | 2½ | 2½ | 3  | 2½ | 3  | 4  | 4  | 4  | 27½  | 17 | 8    | 1    | 0    |
| 2     | Нідерланди     | 2  | ×  | 2  | 4  | 2½ | 1½ | 3  | 3½ | 2½ | 4  | 25   | 14 | 6    | 2    | 1    |
| 3     | Чехословаччина | 1½ | 2  | ×  | 2½ | 1½ | 2½ | 3½ | 3½ | 4  | 4  | 25   | 13 | 6    | 1    | 2    |
| 4     | Польща         | 1½ | 0  | 1½ | ×  | 2½ | 4  | 3½ | 4  | 4  | 4  | 25   | 12 | 6    | 0    | 3    |
| 5     | Ісландія       | 1  | 1½ | 2½ | 1½ | ×  | 2  | 2½ | 3½ | 2½ | 4  | 21   | 11 | 5    | 1    | 3    |
| 6     | Фінляндія      | 1½ | 2½ | 1½ | 0  | 2  | ×  | 2½ | 1½ | 4  | 4  | 19½  | 9  | 4    | 1    | 4    |
| 7     | Франція        | 1  | 1  | ½  | ½  | 1½ | 1½ | ×  | 3½ | 4  | 3½ | 17   | 6  | 3    | 0    | 6    |
| 8     | Уругвай        | 0  | ½  | ½  | 0  | ½  | 2½ | ½  | ×  | 3½ | 4  | 12   | 6  | 3    | 0    | 6    |
| 9     | Люксембург     | 0  | 1½ | 0  | 0  | 1½ | 0  | 0  | ½  | ×  | 3  | 6½   | 2  | 1    | 0    | 8    |
| 10    | Кіпр           | 0  | 0  | 0  | 0  | 0  | 0  | ½  | 0  | 1  | ×  | 1½   | 0  | 0    | 0    | 9    |

### Група D
У четвертому півфіналі дві найсильніші команди — Аргентини й Угорщини — уже зі старту відірвалися від решти команд. Доля третьої фінальної путівки вирішувалася в останньому турі в матчі Австрія — Данія. Австрійців влаштовував нічийний результат, але вони здобули перемогу і після тривалої перерви знову вийшли у фінал.
| Місце | Команда   | 1  | 2  | 3  | 4  | 5  | 6  | 7  | 8  | 9  | 10 | Очки | КО | КПер | КНіч | КПор |
| ----- | --------- | -- | -- | -- | -- | -- | -- | -- | -- | -- | -- | ---- | -- | ---- | ---- | ---- |
| 1     | Аргентина | ×  | 2  | 3½ | 2½ | 3  | 3½ | 4  | 3  | 4  | 4  | 29½  | 17 | 8    | 1    | 0    |
| 2     | Угорщина  | 2  | ×  | 3  | 3  | 2½ | 3  | 4  | 3  | 3½ | 4  | 28   | 17 | 8    | 1    | 0    |
| 3     | Австрія   | ½  | 1  | ×  | 2½ | 2½ | 2  | 3  | 3  | 3  | 3½ | 21   | 13 | 6    | 1    | 2    |
| 4     | Данія     | 1½ | 1  | 1½ | ×  | 1½ | 2½ | 2½ | 2½ | 3½ | 3  | 19½  | 10 | 5    | 0    | 4    |
| 5     | Куба      | 1  | 1½ | 1½ | 2½ | ×  | 2½ | 2½ | 2½ | 2  | 3  | 19   | 11 | 5    | 1    | 3    |
| 6     | Англія    | ½  | 1  | 2  | 1½ | 1½ | ×  | 2  | 4  | 3  | 3½ | 19   | 8  | 3    | 2    | 4    |
| 7     | Албанія   | 0  | 0  | 1  | 1½ | 1½ | 2  | ×  | 2½ | 3  | 3  | 14½  | 7  | 3    | 1    | 5    |
| 8     | Індія     | 1  | 1  | 1  | 1½ | 1½ | 0  | 1½ | ×  | 4  | 3  | 14½  | 4  | 2    | 0    | 7    |
| 9     | Іран      | 0  | ½  | 1  | ½  | 2  | 1  | 1  | 0  | ×  | 2½ | 8½   | 3  | 1    | 1    | 7    |
| 10    | Ірландія  | 0  | 0  | ½  | 1  | 1  | ½  | 1  | 1  | 1½ | ×  | 6½   | 0  | 0    | 0    | 9    |

## Фінали
27 вересня почалися фінали.

### Фінал А
В центрі уваги 1-го туру головного фіналу були матчі СРСР — Болгарія та Югославія — Угорщина. Гросмейстери СРСР зустріли гідний опір від «господарів поля» і зуміли добитися лише мінімальної переваги (Керес — Мінев 1 : 0, решта — нічиї). З таким самим рахунком югослави перемогли угорців. І тут була лише одна результативна партія: Матанович переміг Білека. Вдало зіграла в цьому турі команда НДР з американцями. На 1-й шахівниці уже в дебюті Фішер (чорні) проти Ульмана дістав безперспективну позицію і на 18-му ході запропонував супернику нічию. На 4-й шахівниці Фукс переміг Медніса. Від поразки американців врятував Бенко в партії з Пітчем на 2-й шахівниці.
Після 4 турів лідерів було троє: СРСР, Югославія і ФРН —по 10 очок, далі йшли команди США (9,5), Болгарії і Румунії (по 8) і т. д. З 5-го туру команда СРСР в котрий раз здійснила спурт. Навіть нічия з румунською командою в 7-му турі не змогла загострити боротьбу за першість. До речі, ця нічия буде єдиною в команди СРСР на XV Олімпіаді. Після 9 турів шахісти СРСР на чотири очка випереджали югославів та американців.
У 10-му турі великий інтерес викликав матч СРСР — США. Зустрічі цих команд на олімпіадах завжди проходили безкомпромісно. Не була винятком, і ця: з перших же ходів на всіх шахівницях розгорнулася захоплююча боротьба. Прекрасно зіграв свою партію молодий чемпіон країни Спаський. Уже на 26-му ході Еванс визнав свою поразку. Невдовзі перед перервою погодилися на нічию Бенко і Петросян. Партії Ботвинник — Фішер і Д. Бірн — Таль залишилися незакінченими. В чемпіона світу Ботвинника у відкладеній позиції не вистачало пішака, і Фішер вважав, що перемога йому забезпечена. Однак під час догравання ситуація на шахівниці різко змінилася. Після більш ніж двох-годинної боротьби всі спроби Фішера добитися перемоги ні до чого не привели. Після 68-го ходу, нервово розписавшись на бланку, американець залишив турнірний зал. Згодом сам Ботвинник визнав, що мав програшну позицію. Цій партії судилося стати єдиною в історії шахів, зіграною цими видатними гросмейстерами. Бірн і Таль, не приступаючи до гри, погодилися на нічию. Отже, кінцевий результат матчу — 2,5: 1,5 на користь команди СРСР.
У фіналі шахісти СРСР перемогли в 21 партії і тільки в двох зазнали поразки: Ботвинник — від Ульмана і Геллер — від румуна Шооша.
Боротьба за друге місце весь турнір точилася головним чином між командами Югославії і США. Вони по черзі посідали другий рядок у турнірній таблиці. І тільки в 10-му турі, скориставшись невдачею американців в матчі з радянською збірною, югослави зуміли випередити їх на одне очко. В останньому турі ці команди зустрілися між собою. Тільки перемога з рахунком 3: 1 відкривала США шлях до срібних медалей. Матч і закінчився з таким рахунком, але на користь югославів. На 1-й шахівниці Глігорич переміг Фішера, а Івков — Д. Бірна на 4-й. Югослави стали володарями срібних медалей. У команді вдало зіграли у фіналі Глігорич — 7 (11) і Івков — 7,5 з 9.
Поразка від югославської команди з великим рахунком позбавила американців навіть третього місця, оскільки в останній момент їх зуміла випередити команда Аргентини, що здобула перемогу над голландцями.
Команда СРСР святкувала черговий, шостий підряд успіх на Олімпіаді. Чотири учасники добилися найкращих результатів на своїх шахівницях: 
- Петросян — 2-а шахівниця (+8—0=4);
- Спаський — 3-я шахівниця (+8—0 = 6);
- Геллер — 1-й резерв (+10—1 = 1)— абсолютно найкращий результат XV Олімпіади;
- Таль — 2-й резерв (+7—0 = = 6);

Югославська команда повернула собі звання віцечемпіона, яке втратила в Лейпцигу. Насамперед заслуга в цьому лідера Глігорича (+8—1=8) та Івкова, який чудово зіграв на 4-й шахівниці (+11—0=5). Впевнено виступили також Трифунович (+4—1=10), резервісти Парма (+3—0 = 6) і Мінич (+5—0=3). Лише Матанович на 3-й шахівниці грав нерівно (+5—3=7).
Третє місце аргентинської команди (в Лецпцизі — сьоме) — великий успіх. Цьому сприяла блискуча гра 52-річного Найдорфа (+9—1=7) — другий результат на 1-й шахівниці за Олафссоном (14 з 18) і молодого Сангінетті — на 4-й шахівниці (+12—1=3). Особливо відзначилися вони у фіналі, де були найкращими на своїх шахівницях: Найдорф — 7,5 (11), Сангінетті—6 (8). Вдало зіграли Хул. Болбочан — 2-а шахівниця (+5—2=10), Панно — 3-я шахівниця (+7—2=5) і Фогельман — 2-й резерв (+4—0=2). Россетто добився лише 50% -ого результату (+4—4=2).
Перед початком Олімпіади більшість вважала, що друге місце залишиться за американцями, команду яких очолював 19-річний чемпіон країни Фішер. Однак американці задовольнилися лише четвертим місцем, і головним винуватцем цього був саме Фішер, на якого покладалися великі надії. Фішер (+8—3 =6) розчарував своєю грою, особливо у фіналі, де показав лише 50 %-ний результат, зазнавши трьох поразок в 11 партіях.
| Місце | Команда        | 1  | 2  | 3  | 4  | 5  | 6  | 7  | 8  | 9  | 10 | 11 | 12 | Очки | КО | КПер | КНіч | КПор |
| ----- | -------------- | -- | -- | -- | -- | -- | -- | -- | -- | -- | -- | -- | -- | ---- | -- | ---- | ---- | ---- |
| 1     | СРСР           | ×  | 2½ | 2½ | 2½ | 2½ | 2½ | 3½ | 2½ | 2  | 3½ | 3½ | 4  | 31½  | 21 | 10   | 1    | 0    |
| 2     | Югославія      | 1½ | ×  | 2  | 3  | 2½ | 2½ | 2½ | 3½ | 2  | 3  | 2½ | 3  | 28   | 18 | 8    | 2    | 1    |
| 3     | Аргентина      | 1½ | 2  | ×  | 1  | 2½ | 3  | 2½ | 1½ | 3  | 2  | 3  | 4  | 26   | 14 | 6    | 2    | 3    |
| 4     | США            | 1½ | 1  | 3  | ×  | 2  | 2½ | 3½ | 2  | 2½ | 2½ | 2½ | 2  | 25   | 15 | 6    | 3    | 2    |
| 5     | Угорщина       | 1½ | 1½ | 1½ | 2  | ×  | 2  | 3½ | 2  | 2  | 2½ | 1½ | 3  | 23   | 10 | 3    | 4    | 4    |
| 6     | Болгарія       | 1½ | 1½ | 1  | 1½ | 2  | ×  | 2  | 2½ | 3  | 2  | 2  | 2½ | 21½  | 10 | 3    | 4    | 4    |
| 7     | ФРН            | ½  | 1½ | 1½ | ½  | ½  | 2  | ×  | 2½ | 3½ | 2  | 3½ | 3  | 21   | 10 | 4    | 2    | 5    |
| 8     | НДР            | 1½ | ½  | 2½ | 2  | 2  | 1½ | 1½ | ×  | 2½ | 2½ | 1  | 3  | 20½  | 10 | 4    | 2    | 5    |
| 9     | Румунія        | 2  | 2  | 1  | 1½ | 2  | 1  | ½  | 1½ | ×  | 2½ | 3  | 3½ | 20½  | 9  | 3    | 3    | 5    |
| 10    | Чехословаччина | ½  | 1  | 2  | 1½ | 1½ | 2  | 2  | 1½ | 1½ | ×  | 2  | 3  | 18½  | 6  | 1    | 4    | 6    |
| 11    | Нідерланди     | ½  | 1½ | 1  | 1½ | 2½ | 2  | ½  | 3  | 1  | 2  | ×  | 2½ | 18   | 8  | 3    | 2    | 6    |
| 12    | Австрія        | 0  | 1  | 0  | 2  | 1  | 1½ | 1  | 1  | ½  | 1  | 1½ | ×  | 10½  | 1  | 0    | 1    | 10   |

### Фінал В
У фіналі В зі старту вперед вийшли команди Польщі і Куби, потім лідерство захопили англійці. Однак на фініші команда Англії зазнала двох поразок — від кубинців (9-й тур) і поляків (11-й тур). Іспанські шахісти, які відмінно фінішували, наздогнали англійців. Після підрахунку матчевих очок перше місце присудили іспанцям. В цьому фіналі було встановлено своєрідний рекорд олімпіад, який зберігся і досі. В матчі 10-го туру МНР — Ісландія майстри Момо і Торстейнссон зіграли найтривалішу партію Олімпіади. Вони зробили 149 ходів, щоб закінчити партію внічию.
| Місце | Команда   | 13 | 14 | 15 | 16 | 17 | 18 | 19 | 20 | 21 | 22 | 23 | 24 | Очки | КО | КПер | КНіч | КПор |
| ----- | --------- | -- | -- | -- | -- | -- | -- | -- | -- | -- | -- | -- | -- | ---- | -- | ---- | ---- | ---- |
| 13    | Іспанія   | ×  | ½  | 3  | 3  | 2½ | 3  | 1½ | 3  | 2½ | 2  | 3½ | 2  | 26½  | 16 | 7    | 2    | 2    |
| 14    | Англія    | 3½ | ×  | 2½ | 1½ | 2½ | 1½ | 1½ | 3½ | 2½ | 2  | 2  | 3½ | 26½  | 14 | 6    | 2    | 3    |
| 15    | Ізраїль   | 1  | 1½ | ×  | 1½ | 2  | 3½ | 2½ | 3  | 1  | 2½ | 3½ | 3  | 25   | 13 | 6    | 1    | 4    |
| 16    | Куба      | 1  | 2½ | 2½ | ×  | 1½ | 2  | 1  | 2  | 2  | 2½ | 2  | 3½ | 22½  | 12 | 4    | 4    | 3    |
| 17    | Швеція    | 1½ | 1½ | 2  | 2½ | ×  | 2½ | 2  | 2  | 1  | 1½ | 3  | 3  | 22½  | 11 | 4    | 3    | 4    |
| 18    | Польща    | 1  | 2½ | ½  | 2  | 1½ | ×  | 3  | 2  | 4  | 2½ | 2  | 1½ | 22½  | 11 | 4    | 3    | 4    |
| 19    | Бельгія   | 2½ | 2½ | 1½ | 3  | 2  | 1  | ×  | 2½ | 1½ | 1½ | 1  | 3  | 22   | 11 | 5    | 1    | 5    |
| 20    | Фінляндія | 1  | ½  | 1  | 2  | 2  | 2  | 1½ | ×  | 2½ | 3½ | 2½ | 2  | 20½  | 10 | 3    | 4    | 4    |
| 21    | Монголія  | 1½ | 1½ | 3  | 2  | 3  | 0  | 2½ | 1½ | ×  | 2  | 2  | 1  | 20   | 9  | 3    | 3    | 5    |
| 22    | Швейцарія | 2  | 2  | 1½ | 1½ | 2½ | 1½ | 2½ | ½  | 2  | ×  | 2  | 2  | 20   | 9  | 2    | 5    | 4    |
| 23    | Ісландія  | ½  | 2  | ½  | 2  | 1  | 2  | 3  | 1½ | 2  | 2  | ×  | 2½ | 19   | 9  | 2    | 5    | 4    |
| 24    | Данія     | 2  | ½  | 1  | ½  | 1  | 2½ | 1  | 2  | 3  | 2  | 1½ | ×  | 17   | 7  | 2    | 3    | 6    |

### Фінал С
Фінал С проводився за швейцарською системою в 11 турів. Тут перемогла команда Норвегії.
- K - друга команда;

| Місце | Команда     | Очки | КО | КПер | КНіч | КПор | 1       | 2      | 3       | 4      | 5       | 6      | 7      | 8      | 9       | 10     | 11     |
| ----- | ----------- | ---- | -- | ---- | ---- | ---- | ------- | ------ | ------- | ------ | ------- | ------ | ------ | ------ | ------- | ------ | ------ |
| 25    | Норвегія    | 32½  | 20 | 9    | 2    | 0    | (4)     | (3)    | (2)     | (2½)   | (2½) 2К | (3½)   | (2½)   | (2)    | (3)     | (4)    | (3½)   |
| -     | Болгарія 2К | 29½  | 17 | 7    | 3    | 1    | (2½)    | (2)    | (2½)    | (3½)   | (1½)    | (3)    | (2)    | (4)    | (2½)    | (2)    | (4)    |
| 26    | Албанія     | 28½  | 17 | 7    | 3    | 1    | (2½)    | (2) 2К | (3½)    | (1½)   | (3)     | (2)    | (3)    | (2½)   | (3½)    | (2)    | (3)    |
| 27    | Туніс       | 28½  | 16 | 7    | 2    | 2    | (3)     | (3)    | (2)     | (2½)   | (1)     | (1) 2К | (4)    | (2)    | (4)     | (3½)   | (2½)   |
| 28    | Індія       | 26½  | 13 | 4    | 5    | 2    | (2)     | (2)    | (1)     | (3½)   | (3½)    | (2)    | (2) 2К | (2)    | (1)     | (4)    | (3½)   |
| 29    | Іран        | 25   | 11 | 4    | 3    | 4    | (1½)    | (2)    | (3½)    | (1½)   | (1½)    | (3½)   | (2½)   | (2)    | (1½)    | (2) 2К | (3½)   |
| 30    | Франція     | 23½  | 10 | 4    | 2    | 5    | (2)     | (2)    | (1)     | (3½)   | (3½)    | (½)    | (1½)   | (4)    | (1½) 2К | (2½)   | (1½)   |
| 31    | Пуерто-Рико | 22½  | 9  | 4    | 1    | 6    | (3)     | (1)    | (1½) 2К | (2)    | (4)     | (3½)   | (1½)   | (1½)   | (2½)    | (1½)   | (½)    |
| 32    | Уругвай     | 22   | 11 | 4    | 3    | 4    | (1½) 2К | (2)    | (3)     | (2)    | (2½)    | (2)    | (1)    | (2½)   | (4)     | (1)    | (½)    |
| 33    | Греція      | 18½  | 10 | 4    | 2    | 5    | (0)     | (4)    | (3)     | (½) 2К | (2)     | (½)    | (2½)   | (2)    | (0)     | (3)    | (1)    |
| 34    | Люксембург  | 18   | 8  | 4    | 0    | 7    | (4)     | (1)    | (½)     | (½)    | (½)     | (3)    | (1½)   | (1½)   | (2½)    | (½)    | (2½)   |
| 35    | Туреччина   | 17   | 8  | 3    | 2    | 6    | (1)     | (2½)   | (½)     | (4)    | (½)     | (2)    | (2½)   | (2)    | (½)     | (0)    | (1½)   |
| 36    | Ірландія    | 14½  | 4  | 1    | 2    | 8    | (1)     | (1½)   | (3)     | (½)    | (2)     | (1)    | (1½)   | (0) 2К | (1½)    | (2)    | (½)    |
| 37    | Кіпр        | 1½   | 0  | 0    | 0    | 11   | (0)     | (0)    | (1)     | (0)    | (0)     | (½)    | (0)    | (0)    | (0)     | (0)    | (0) 2К |

## Закриття
Двадцять п'ять днів тривав шаховий фестиваль на «Золотих пісках». Понад сто журналістів з багатьох країн передали свої останні кореспонденції з Олімпіади. Олімпіада фінішувала. Увечері 10 жовтня на сусідньому курорті «Дружба» в ресторані «Чорноморець» відбулося урочисте закриття XV Олімпіади. Під оплески присутніх віце-президент ФІДЕ міжнародний майстер Я. Шайтар (Чехословаччина) вручив капітану збірної СРСР Л. Абрамову золотий Кубок ФІДЕ. Учасники команди одержали золоті медалі чемпіонів світу. Срібні медалі дісталися югославським шахістам, бронзові — аргентинцям. Капітани команд США, Угорщини і Болгарії, які посіли четверте-шосте місця, нагороджені грамотами оргкомітету. Такі самі грамоти одержали капітани команд Іспанії та Англії за перемогу у фіналі В і команди Норвегії за перемогу у фіналі С.